# Fredric Schenck
Fredric Schenck (ur. 10 października 1897 w Lawrence, zm. 28 lutego 1919 w Bostonie) – szermierz, szpadzista reprezentujący Stany Zjednoczone, uczestnik letnich igrzysk olimpijskich w Sztokholmie w 1912 roku.